# Partit d'Independents de Lanzarote
El Partit d'Independents de Lanzarote (PIL) és un partit polític canari l'àmbit del qual és l'illa de Lanzarote. Es tracta d'un partit de tipus insularista i nacionalista canari. Té tres diputats en el Parlament de Canàries. El partit es fundà el 1989. Va formar part de les Agrupacions Independents de Canàries i dintre d'aquestes va participar en la formació de Coalició Canària.
Després d'una sèrie de descontentaments amb la línia política de Coalició Canària, el PIL es deslliga d'aquesta. En les eleccions al Parlament de Canàries de 2003 es presenta en coalició amb altres partits com el Partit Nacionalista Canari dintre de la Federació Nacionalista Canària. En els últims anys han estat denunciats diversos casos de corrupció en els quals estan implicats membres del PIL, entre ells la denúncia contra Dimas Martín, qui hagué d'abandonar la presidència del Cabildo de Lanzarote després d'ordenar-se el seu empresonament.